# Elecciones generales de Antigua y Barbuda de 1994
Las elecciones generales de Antigua y Barbuda de 1994 tuvieron lugar el 8 de marzo del mencionado año con el objetivo de renovar los diecisiete escaños de la Cámara de Representantes, con base en cuya composición se integró el Senado, configurando el Parlamento de Antigua y Barbuda para el período 1994-1999. Fueron las terceras elecciones desde la independencia de Antigua y Barbuda, así como las undécimas elecciones regulares de la historia antiguana y las décimas bajo sufragio universal.
En el período previo a las elecciones, la hegemonía del Partido Laborista de Antigua (ALP), encabezado por Vere Bird desde 1946, entró en crisis a medida que crecían los cuestionamientos en torno a la idoneidad de Bird (envejecido y, según varias fuentes, senil) para permanecer en el cargo, se deterioraba la situación socioeconómica y se acumulaban los escándalos de corrupción en torno a sus hijos, Vere Bird Jr. y Lester Bird, quienes además se involucraron en una lucha de poder para suceder a su padre. La mayoría de los partidos de la oposición, liderados por el sindicalista Baldwin Spencer, se unificaron en el Partido Progresista Unido (UPP) en abril de 1992, conformando la primera amenaza electoral seria para el ALP en casi dos décadas. Ese mismo año, un nuevo escándalo por desvío de fondos públicos a una cuenta personal salpicó al propio Bird y desató una larga huelga general convocada por el UPP. El creciente descontento llevó a Bird a anunciar, en marzo de 1992, que se retiraría al término del mandato parlamentario y respaldó a su hijo Lester para sucederlo. Lester Bird asumió como líder del partido en una convención en septiembre de 1993, en la que enfrentó un serio desafío por parte del ministro de Finanzas John St. Luce, por lo que el oficialismo llegó a los comicios debilitado.
Fueron las primeras elecciones en la historia de Antigua y Barbuda en las cuales Vere Bird no fue candidato. Sin embargo, los comicios no fueron considerados ni libres ni justos y estuvieron empañados por numerosas problemáticas, con un registro de electores deficiente y susceptible a abusos. La oposición denunció que el padrón electoral había sido inflado hasta en un 25% con nombres de personas fallecidas, emigrados o inmigrantes sin naturalizar. Asimismo, durante la campaña y la jornada electoral, se reportaron hechos de intimidación policial y falta de garantía de voto secreto. En ese contexto, el ALP retuvo su mayoría con un 54,44% de los votos y 11 de los 17 escaños, garantizando la elección de Lester Bird como primer ministro. El UPP irrumpió con fuerza en el panorama electoral con un 43,71% de los votos y 5 escaños, aunque Spencer se negó a reconocer los resultados, denunciando fraude electoral masivo. Hilbourne Frank, del Movimiento Popular de Barbuda (alineado con el UPP), retuvo su escaño en Barbuda. La participación oficial fue del 62,32% del electorado registrado.
A pesar de sus denuncias de fraude, el UPP optó por aceptar el resultado, considerando satisfactorio haberse afirmado como una alternativa viable al régimen del ALP. Lester Bird sucedió formalmente a su padre como primer ministro el 9 de marzo, el día posterior a las elecciones y a las pocas horas de constatarse los resultados, en lo que fue el primer cambio en la jefatura de gobierno desde 1976, y el primero desde la independencia. Bird anunció la conformación de un nuevo gabinete el 10 de marzo.

## Contexto
Las elecciones de 1989 dieron al Partido Laborista de Antigua (ALP), encabezado por Vere Bird desde su fundación en 1946, su cuarto triunfo consecutivo con 15 de los 17 escaños parlamentarios, con Baldwin Spencer del Partido Democrático Nacional Unido (UNDP) como único candidato opositor en resultar electo en Antigua, mientras que el escaño de Barbuda fue ocupado por Hilbourne Frank del localista Movimiento Popular de Barbuda (BPM). La oposición denunció las elecciones y puso en duda que fueran libres y justas, denunciando sesgos en la administración electoral, intimidación policial y fraude electoral. Si bien el régimen de Bird parecía reforzado, su figura comenzó a desgastarse debido a las dudas sobre su capacidad para continuar gobernando debido a su edad avanzada, con algunas fuentes sugiriendo que se encontraba senil. A partir de 1989, la lucha dentro del ALP por su sucesión, mayormente librada entre sus hijos Vere Bird Jr. (Ministro de Obras Públicas) y Lester Bird (viceministro y Ministro de Asuntos Exteriores), se acentuó y se volvió más evidente, aunque la rivalidad entre los hermanos Bird ya se venía gestando desde que ambos irrumpieran en la política antiguana en 1971.
Inicialmente, parecía que Bird favorecía a Vere Jr. (con fuertes vínculos en el pequeño ejército del país) en la disputa, y destituyó a Lester (apoyado más que nada en el gabinete civil) de su cargo de vice primer ministro, aunque conservó las carteras clave que ocupaba hasta el momento, Asuntos Exteriores y Planificación y Comercio. En noviembre de 1990, sin embargo, un escándalo involucró a Vere Bird Jr. en el contrabando de armas desde Antigua al Cartel de Medellín en Colombia. Vere Jr. fue destituido de su cargo y una investigación, dirigida por el abogado británico Louis Blom-Cooper recomendó que nunca más se le permitiera ocupar un cargo nuevamente (aunque posteriormente regresaría al gabinete). Momentáneamente, este escándalo consolidó la posición de Lester Bird en la disputa por el liderazgo, aumentó las posibilidades de sucesión y redujo las presiones para que Vere Bird dimitiera.
Al poco tiempo, no obstante, un nuevo escándalo de corrupción que esta vez implicaba el desvío de fondos públicos a una cuenta personal a nombre del propio Vere Bird, desató nuevos reclamos de transición en el liderazgo. Los partidos de la oposición se unieron para expresar estos reclamos, organizando una exitosa huelga general a principios de 1992 que comprometió severamente la estabilidad del gobierno. La oposición organizó protestas pacíficas, las cuales fueron dispersas violentamente por la policía haciendo uso de gases lacrimógenos y balas de goma. Finalmente, en marzo del mismo año, Vere Bird anunció públicamente que se retiraría al concluir el mandato parlamentario en marzo de 1994, y apoyó formalmente a su hijo Lester para convertirse en su sucesor al frente del ALP. El 24 de mayo de 1992, se realizó una convención especial del ALP para elegir al nuevo líder del partido. La resolución del conflicto familiar a favor de Lester Bird no finiquitó la crisis interna del ALP, existiendo todavía un polo de oposición encabezado por el ministro de Información John St. Luce. La convención resultó en un punto muerto, poniendo en jaque la unidad del oficialismo.

## Sistema electoral
| Mapa                       | Circunscripción            | Parlamentarios  | Parlamentarios | Parlamentarios |
| -------------------------- | -------------------------- | --------------- | -------------- | -------------- |
|                            | St. John's City West       | Henderson Simon |                | ALP            |
| St. John's City East       | John St. Luce              |                 | ALP            |                |
| St. John's City South      | Christopher O'Mard         |                 | ALP            |                |
| St. John's Rural West      | Baldwin Spencer            |                 | UPP            |                |
| St. John's Rural South     | Vere Bird Jr.              |                 | ALP            |                |
| St. John's Rural East      | Lester Bird                |                 | ALP            |                |
| St. John's Rural North     | Vere Bird                  |                 | ALP            |                |
| St. Mary's North           | Molwyn Morgorson Joseph    |                 | ALP            |                |
| St. Mary's South           | Hugh Charlesworth Marshall |                 | ALP            |                |
| All Saints East & St. Luke | Eustace Cochrane           |                 | ALP            |                |
| All Saints West            | Hilroy Humphreys           |                 | ALP            |                |
| St. George                 | Adolphus Freeland          |                 | ALP            |                |
| St. Peter                  | Joseph Myers               |                 | ALP            |                |
| St. Philip North           | Robin Kensworth Yearwood   |                 | ALP            |                |
| St. Philip South           | Reuben Henry Harris        |                 | ALP            |                |
| St. Paul                   | Rodney Williams            |                 | ALP            |                |
| Barbuda                    | Hilbourne Frank            |                 | BPM            |                |

Las elecciones se realizaron bajo el texto constitucional de 1981 y la Ley de Representación del Pueblo del 31 de octubre de 1975. Bajo este marco constitucional, Antigua y Barbuda era una monarquía constitucional dentro de la Mancomunidad de Naciones con un sistema parlamentario basado en el modelo Westminster. La reina Isabel II era la Reina de Antigua y Barbuda y jefa de estado ceremonial, representada localmente por el Gobernador General Wilfred E. Jacobs, mientras que el jefe de gobierno y titular efectivo del poder ejecutivo recaía en la figura de un primer ministro sometido a la confianza del Parlamento bicameral compuesto por la Cámara de Representantes elegida por voto popular mediante escrutinio mayoritario uninominal para un mandato máximo de cinco años y un Senado designado con base en los resultados de las elecciones de la Cámara.
La Cámara de Representantes se compone de diecisiete escaños elegidos por escrutinio mayoritario uninominal. El país se encuentra dividido en diecisiete circunscripciones, cada una de las cuales está representada por un miembro del Parlamento elegido por simple mayoría de votos. El partido o grupo político que logre sumar una mayoría de al menos nueve de los diecisiete escaños forma gobierno y designa al primer ministro, mientras que el líder del partido con más escaños que no forme parte del gobierno ocupa el cargo de líder de la Oposición. El Senado, por su parte, se compone también de diecisiete escaños enteramente designados por el Gobernador General en representación del monarca y siguiendo determinados consejos. Diez senadores se designan por consejo del primer ministro, cuatro por consejo del líder de la Oposición y tres en representación de Barbuda, designados a la razón de uno por consejo del primer ministro, uno por el Consejo de Barbuda y otro a discreción del Gobernador General.
Todos los ciudadanos de la Mancomunidad de Naciones de al menos dieciocho años de edad que posean los requisitos de residencia o domicilio tienen derecho a votar en las elecciones a la Cámara de Representantes. Por su parte, los ciudadanos que tengan al menos veintiún años de edad, hayan residido en el país durante un mínimo de doce meses inmediatamente anteriores al día de la nominación y sean capaces de hablar y leer el idioma inglés con fluidez suficiente para permitirles participar activamente en los procedimientos parlamentarios están calificados para convertirse en miembros del Parlamento. Están inhabilitadas las personas que deban lealtad a un Estado extranjero, los que tengan una quiebra sin liberal, las personas declaradas mentalmente insanas, condenadas a muerte o prisión por un período de al menos doce meses, y aquellos relacionados con delitos electorales o culpables de ciertos delitos dentro de los diez años anteriores. El mandato parlamentario es incompatible con determinados cargos públicos, responsabilidades electorales y el cargo de ministro de religión.

## Partidos participantes

### Partido Laborista de Antigua
El Partido Laborista de Antigua llegó a las elecciones de 1994 envuelto en conflictos internos. El anuncio del retiro de Vere Bird, que había liderado autocráticamente el partido desde su fundación para las elecciones de 1946, hacía casi cincuenta años, enardeció la lucha por su sucesión entre la facción encabezada por la familia Bird (económica y políticamente poderosa dentro del régimen del ALP) y las facciones encabezadas por dirigentes que creían que el partido necesitaba superar el liderazgo de Bird y reformarse. La primera convención posterior al anuncio del retiro de Bird, en mayo de 1992, resultó en un empate entre Lester Bird y John St. Luce, con 150 votos sobre 300 delegados para cada uno. Aunque Bird había influido sobre las decisiones de su padre durante los anteriores veinte años, St. Luce también era una figura importante dentro del régimen del ALP, ocupaba un escaño en el Parlamento desde 1976 y se había desempeñado en más de siete carteras ministeriales a lo largo de los anteriores quince años. Considerado por la opinión pública como una de las pocas figuras moderadas y honestas en el gobierno, St. Luce era relativamente popular ante el público y tenía bajo su control a varios sectores descontentos en el ALP. Tras el empate inicial en 1992, el partido decidió retrasar la definición hasta una convención definitiva antes de las elecciones de 1994.
En la convención realizada el 30 de septiembre de 1993 finalmente se ratificó a Lester Bird como líder del ALP y candidato a primer ministro con un 56,3% de los votos de los delegados presentes contra el 43,7% obtenido por St. Luce, sucediendo finalmente a su padre al frente del partido. La convención también marcó la jubilación de figuras de alto nivel y la consolidación del control de la familia Bird. El Ministro de Salud y Trabajo, Adolphus Freeland, aliado de St. Luce y visto en su día como otro posible retador para el liderazgo, perdió la presidencia de la convención ante Vere Bird Jr., que obtuvo el 55,7% de los votos. Vere Jr., que ganó tras asegurarse el apoyo de su hermano, declaró que consideraba su elección como una «reivindicación» después de los escándalos en su contra. Lester Bird, por su parte, se comprometió a mantener un liderazgo «creativo, visionario, firme, disciplinado y en interés del pueblo de este país», al tiempo que se propuso mantener al ALP como «una unidad cohesionada para que podamos seguir adelante y luchar en las elecciones».
A pesar de su victoria, Bird era consciente de que, a diferencia de su padre, su posición como líder y futuro primer ministro estaba lejos de ser segura, por lo que buscó cortejar a las facciones que lo habían enfrentado. Aseguró la permanencia de St. Luce y sus allegados en las posiciones gubernamentales clave que ocupaban. Aunque no entregó a su hermano Vere Jr. un cargo de peso, lo nombró asesor especial y rechazó los llamados a alejarlo definitivamente de la política antiguana.
|  | 56.33 % |

|  | 55.70 % |

|  | 43.67 % |

|  | 44.30 % |

|  | 100.00 % |

|  | 100.00 % |

### Partido Progresista Unido

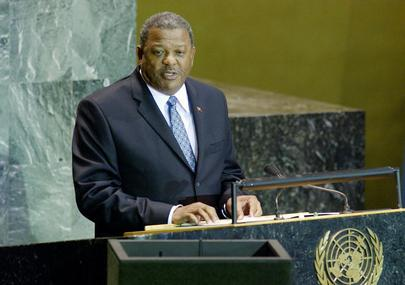
Como líder de la Oposición en el Parlamento, Baldwin Spencer se convirtió en la principal opción para liderar al nuevo UPP.

Desde las elecciones de 1989, la oposición ocupaba únicamente dos escaños en el Parlamento, correspondientes al Partido Democrático Nacional Unido (UNDP) y al Movimiento Popular de Barbuda (BPM). El líder sindical Baldwin Spencer (parlamentario por St. John's Rural West) ejercía como líder de la Oposición en la Cámara y había asumido el liderazgo del UNDP al ser el único candidato del partido que había resultado electo. Después de que Vere Bird anunciara su retiro 1992, con el objetivo de lograr la reorganización partidaria de la oposición, la cúpula del UNDP se acercó al liderazgo del socialista Movimiento Caribeño de Liberación de Antigua (ACLM), encabezado por Tim Hector y Harold Lovell, y el Movimiento Laborista Progresista (PLM), que había sido el principal retador del ALP entre 1967 y 1984, antes de su colapso durante la década de 1980 y práctica desaparición de la relevancia política.
Los acercamientos se tradujeron en las «Reuniones Generales Especiales», del 29 y 30 de marzo de 1992, que resultaron en la decisión de establecer un partido opositor unificado en la isla de Antigua. El 11 de abril los tres partidos se fusionaron en el Partido Progresista Unido (UPP), con Spencer como líder interino. Entre 1992 y 1993, el UPP se dedicó a establecer su maquinaria política a lo largo de Antigua y organizar su programa político de cara a las siguientes elecciones. Finalmente, el 18 de abril de 1993, el nuevo partido realizó su primera Convención bianual, durante la cual los principales dirigentes interinos fueron ratificados en sus cargos por unanimidad. Spencer fue reelegido como líder y candidato a primer ministro del UPP de cara a 1994, mientras que Vincent "Tubby" Derrick fue elegido presidente del partido y Tim Hector ocupó el cargo de «líder adjunto».
En Barbuda, por su parte, el UPP no estableció una seccional propia sino que logró un acuerdo preelectoral con el regionalista Movimiento Popular de Barbuda (BPM), liderado por el parlamentario Hilbourne Frank. El UPP respaldaría la reelección de Frank en Barbuda, mientras que Frank le daría apoyo parlamentario a un eventual gobierno del UPP e integraría el gabinete como Ministro. Tal acuerdo, que incluía la derogación de legislaciones que afectaran la autonomía y la colaboración estrecha con el Consejo de Barbuda dominado por el BPM, se ha mantenido en todas las elecciones posteriores.

## Campaña
Con su apoyo popular en declive debido al malestar económico y los persistentes escándalos de corrupción, el ALP hizo campaña centrándose en exaltar su renovación de liderazgo. Bird se comprometió a ejercer un estilo de gobernanza distinto al de su padre, prometiendo una mayor apertura y transparencia en el sistema político, y buscando mostrarse como la cara reformista de un régimen agotado. En el ámbito económico, el ALP prometió una renovación total, caracterizada por la creación de nuevos empleos, la reducción de la deuda externa por diversos medios, la eliminación del impuesto a la renta personal y medidas para alentar la inversión extranjera. Por su parte, el bloque UPP-BPM se centró en atacar al gobierno de los Bird, denunciando que el gobierno estaba vinculado a corrupción, tráfico de drogas y blanqueo de capitales. Hizo campaña sobre una plataforma socialdemócrata, proponiendo restablecer el estado de derecho. La campaña se realizó en una atmósfera tensa, y la oposición denunció que el oficialismo disponía de los recursos del estado y bloqueaba su acceso a los principales medios de comunicación, dándole al ALP una ventaja injusta.

## Resultados

### Nivel general
Se trató de la primera y hasta la fecha única elección antiguana en la que un primer ministro en ejercicio no fue candidato. En medio de acusaciones de fraude electoral e intimidación a los votantes, el Partido Laborista de Antigua revalidó su mayoría absoluta con un 54,44% de los votos válidos y 11 de los 17 escaños parlamentarios, garantizando la elección de Lester Bird como primer ministro. Sin embargo, el partido experimentó una considerable caída en sus apoyos, y el resultado fue el peor resultado del partido desde 1976. Sus principales pérdidas fueron en las regiones que antes de los comicios de 1984 y 1989 habían sido bastiones de la oposición, como el sudoeste de Antigua. El retiro de Bird debilitó sus apoyos en la parroquia de Saint John, aunque retuvo la mayoría de los escaños allí, y su mejor resultado fue en St. Peter, donde Longford Jeremy fue elegido para suceder a Joseph Myers con el 77,68% de los votos. Fue también el triunfo más aplastante de cualquier candidato en la jornada. En Barbuda, donde el ALP compitió por primera vez desde 1980, el ALP resultó derrotado pero obtuvo un 43,36% de los votos, su mejor resultado en la isla desde 1965.
Por su parte, el opositor Partido Progresista Unido registró una fuerte irrupción electoral con el 43,71% de los votos y 5 escaños, la primera vez desde 1976 en la que un partido que no fuera el ALP superaba el 40% de los votos. Su mejor resultado fue en St. John's Rural West, la circunscripción de su líder Baldwin Spencer, donde este fue ratificado con el 65,63% de los votos, seguido por St. John's City West, donde Donald Halstead (antiguo miembro del Movimiento Laborista Progresista) retornó al Parlamento después de una década de ausencia con un 60,75% de los votos. El desempeño más débil para el UPP fue en St. Peter con un 22,32%. No presentó candidato en Barbuda, pero su apoyo contribuyó a la reelección de Hilbourne Frank, del Movimiento Popular de Barbuda, que obtuvo el 56,64% de los votos. La participación oficial fue del 62,32% de los votos, un ligero aumento respecto a las elecciones anteriores.
|  | 54.44 % |

|  | 43.71 % |

|  | 1.35 % |

|  | 0.05 % |

|  | 0.45 % |

|  | 99.46 % |

|  | 0.54 % |

|  | 100.00 % |

|  | 62.32 % |

### Resultado por isla
| Isla    | ALP    | ALP    | ALP     | UPP          | UPP          | UPP          | WACS         | WACS         | WACS         | BPM          | BPM          | BPM          | Ind.         | Ind.         | Ind.         | Votos válidos | Votos válidos | Blancos/Anulados | Blancos/Anulados | Participación | Participación |
| Isla    | Votos  | %      | Escaños | Votos        | %            | Escaños      | Votos        | %            | Escaños      | Votos        | %            | Escaños      | Votos        | %            | Escaños      | Votos         | %             | Votos            | %                | Votos         | %             |
| ------- | ------ | ------ | ------- | ------------ | ------------ | ------------ | ------------ | ------------ | ------------ | ------------ | ------------ | ------------ | ------------ | ------------ | ------------ | ------------- | ------------- | ---------------- | ---------------- | ------------- | ------------- |
| Antigua | 14.482 | 54,72% | 11      | 11.852       | 44,78%       | 5            | 11           | 0,04%        | —            | No participó | No participó | No participó | 123          | 0,46%        | —            | 26.468        | 99,46%        | 145              | 0,54%            | 42.884        | 62,06%        |
| Barbuda | 281    | 43,36% | —       | No participó | No participó | No participó | No participó | No participó | No participó | 367          | 56,64%       | 1            | No participó | No participó | No participó | 648           | 99,69%        | 2                | 0,31%            | 865           | 75,14%        |
| Total   | 14.763 | 54,44% | 11      | 11.852       | 43,71%       | 5            | 11           | 0,04%        | 0            | 367          | 1,35%        | 1            | 123          | 0,45%        | 0            | 27.116        | 99,46%        | 147              | 0,54%            | 43.749        | 62,32%        |

### Resultados por circunscripción
|  | 60.75 % |

|  | 39.25 % |

|  | 99.34 % |

|  | 0.66 % |

|  | 100.00 % |

|  | 58.87 % |

|  | 66.08 % |

|  | 33.92 % |

|  | 99.28 % |

|  | 0.72 % |

|  | 100.00 % |

|  | 67.46 % |

|  | 60.34 % |

|  | 37.39 % |

|  | 2.27 % |

|  | 98.88 % |

|  | 1.12 % |

|  | 100.00 % |

|  | 56.34 % |

|  | 65.63 % |

|  | 34.37 % |

|  | 99.31 % |

|  | 0.69 % |

|  | 100.00 % |

|  | 58.13 % |

|  | 64.19 % |

|  | 31.89 % |

|  | 3.27 % |

|  | 0.20 % |

|  | 99.70 % |

|  | 0.30 % |

|  | 100.00 % |

|  | 50.78 % |

|  | 67.10 % |

|  | 32.90 % |

|  | 99.33 % |

|  | 0.67 % |

|  | 100.00 % |

|  | 58.06 % |

|  | 58.58 % |

|  | 41.42 % |

|  | 99.73 % |

|  | 0.27 % |

|  | 100.00 % |

|  | 68.57 % |

|  | 56.01 % |

|  | 43.99 % |

|  | 99.36 % |

|  | 0.64 % |

|  | 100.00 % |

|  | 60.60 % |

|  | 51.51 % |

|  | 45.68 % |

|  | 2.82 % |

|  | 99.74 % |

|  | 0.26 % |

|  | 100.00 % |

|  | 64.22 % |

|  | 53.63 % |

|  | 46.37 % |

|  | 99.53 % |

|  | 0.47 % |

|  | 100.00 % |

|  | 63.97 % |

|  | 55.33 % |

|  | 44.67 % |

|  | 99.44 % |

|  | 0.56 % |

|  | 100.00 % |

|  | 70.08 % |

|  | 52.34 % |

|  | 47.66 % |

|  | 99.62 % |

|  | 0.38 % |

|  | 100.00 % |

|  | 65.97 % |

|  | 77.68 % |

|  | 22.32 % |

|  | 99.35 % |

|  | 0.65 % |

|  | 100.00 % |

|  | 65.53 % |

|  | 72.64 % |

|  | 27.36 % |

|  | 99.33 % |

|  | 0.67 % |

|  | 100.00 % |

|  | 63.85 % |

|  | 56.10 % |

|  | 43.90 % |

|  | 99.72 % |

|  | 0.28 % |

|  | 100.00 % |

|  | 67.47 % |

|  | 64.69 % |

|  | 35.31 % |

|  | 99.55 % |

|  | 0.45 % |

|  | 100.00 % |

|  | 65.66 % |

|  | 56.64 % |

|  | 43.36 % |

|  | 99.69 % |

|  | 0.31 % |

|  | 100.00 % |

|  | 75.14 % |